# Nordische Skiweltmeisterschaften 1927
Die 4. Nordischen Skiweltmeisterschaften wurden vom 3. bis 6. Februar 1927 in Cortina d’Ampezzo in Italien ausgetragen.

## Geschichte
Die Vergabe der Weltmeisterschaften an Cortina erfolgte im Februar 1926 auf dem IX. FIS-Kongress in Lahti in Finnland.
Die Wettbewerbe hatten bei ihrer Austragung noch nicht den Status von Weltmeisterschaften und wurden von der FIS als Rendezvous-Rennen bezeichnet. In den deutsch- und auch polnischsprachigen Medien wurden sie zumeist mit dem inoffiziellen Titel Europameisterschaften im Skilauf benannt.
Der italienische Skiverband und Cortina wurden zum ersten Mal mit der Ausrichtung eines großen offiziellen FIS-Rennens vertraut. Später fanden im italienischen Kur- und Wintersportort noch die rückwirkend für ungültig erklärten Weltmeisterschaften von 1941 und 1956 die Olympischen Winterspiele statt.

## Wettbewerbe
Auf dem Programm standen wie schon bei den vorangegangenen internationalen Rendezvous-Rennen von 1926 in Oslo die traditionellen nordischen Skiwettbewerbe im Langlauf, Sprunglauf und der Nordischen Kombination. Neben dem Dauerlauf über 50 km wurde anstelle der in Norwegen ausgetragenen Kurzstrecke über 30 km für Cortina wieder die übliche Länge von 18 km gewählt.

## Programm
| Datum                  | Uhrzeit (MST) | Wettbewerb                                           |
| ---------------------- | ------------- | ---------------------------------------------------- |
| Donnerstag, 3. Februar |               | Langlauf 50 km Männer                                |
| Freitag, 4. Februar    |               | Ruhetag                                              |
| Samstag, 5. Februar    |               | Speziallanglauf 18 km mit Kombinationslanglauf 18 km |
| Sonntag, 6. Februar    | vormittags    | Kombinationssprunglauf                               |
| Sonntag, 6. Februar    | nachmittags   | Spezialsprunglauf Großschanze                        |

## Legende
Kurze Übersicht zur Bedeutung der Symbolik – so üblicherweise auch in sonstigen Veröffentlichungen verwendet:
DSV
Deutscher Skiverband
ÖSV
Österreichischer Skiverband
AÖSV
Allgemeiner Österreichischer Ski-Verband
HDW
Hauptverband Deutscher Wintersportvereine der Tschechoslowakischen Republik
SL RČS
Verband der Skifahrer der Tschechoslowakischen Republik (Svaz lyžařů Republiky československé)

## Teilnehmer

### International
An den FIS-Rennen von 1927 in Cortina d’Ampezzo nahmen mehr als einhundert Athleten von offiziell zwölf (inoffiziell mit dem ÖSV dreizehn) nationalen Skiverbänden aus elf Ländern teil. Die Tschechoslowakei war erneut mit den Skiverbänden der Tschechen (SL RČS) und der Deutschböhmen (HDW) vertreten. Österreichs zu dieser Zeit einziges Mitglied im Internationalen Skiverband war der AÖSV, während der aus der FIS ausgetretene ÖSV zwei seiner Mitglieder über den Deutschen Skiverband melden ließ. Den Großteil der Sportler stellte das Veranstalterland Italien mit vierzig aktiven Teilnehmern.

#### Europa(12 Verbände)
- Deutsches Reich (mit ÖSV)
- Frankreich
- Königreich Italien
- Jugoslawien
- Österreich (AÖSV)
- Polen
- Schweden
- Schweiz
- Tschechoslowakei (SL RČS)
- Tschechoslowakei (HDW)
- Ungarn
- Vereinigtes Königreich

### Teilnehmer aus dem deutschsprachigen Raum
Die folgende deutsche Mannschaft reiste am Dienstag, dem 1. Februar 1927 unter der Leitung von Karl Hailer von München aus zu den Skiwettläufen in Italien ab:
- Karl Hannemann (München)
- Ernst Huber (München)
- Gustav Müller (Bayrischzell)
- Erich Recknagel (Thüringen)
- Viktor Schneider (München)
- Johann Schult (Berchtesgaden)
- Emil Solleder (München, St. Anton am Arlberg)
- Hans Theato (München)

sowie die dem ÖSV angehörenden Österreicher
- Rudolf Neyer (Bregenz)
- Hugo Hörtnagl (Innsbruck)

Der ebenfalls nominierte Max Kröckel (Thüringen) schied aus nicht bekannten Gründen aus. Allgemein wurde kritisiert, dass zu den Skiwettkämpfen in Cortina nicht die vermeintlich beste Mannschaft nominiert wurde. Gemeint war damit vor allem die fast zur selben Zeit zu den schweizerischen Skimeisterschaften gereiste unter der Führung von Bruno Biehler stehende deutsche Delegation bestehend aus Ludwig Böck (Nesselwang), Walter Glaß (Untersachsenberg), Heinrich Strischek (Schreiberhau), Harald Paumgarten (Graz) und Franz Thannheimer (Oberstdorf).
Die Mannschaft der Schweiz setzte sich zusammen aus Adolf Rubi (Grindelwald), Sepp Schmid, Gérard Vuilleumier (La Chaux-de-Fonds), Hermann Freimann und Ernst Feuz (Mürren).
Der Allgemeine Österreichische Skiverband (AÖSV) hatte Hans Rattay, Engelbert Geyschläger und János Pálffy genannt.
Der Österreichische Skiverband (ÖSV) ließ zwei seiner Sportler durch den DSV melden, da er auf Grund der Unstimmigkeiten über den von ihm eingeführten Arierparagraphen aus dem internationalen Skiverband ausgetreten war.
Der Hauptverband Deutscher Wintersportvereine, kurz HDW entsendete zu den Wettkämpfen ein hochkarätiges Team, dem drei Medaillengewinner aus vorangegangenen Veranstaltungen angehörten, nämlich Franz Donth (Rochlitz an der Iser), Josef Adolf (Petzer) und Willi Dick (Weipert). Dazu kamen noch der aktuelle deutschböhmische Meister Rudolf Burkert (Polaun) und der beste deutschböhmische Skispringer Franz Wende (Freiheit im Aupatal).

## Tagung des Internationalen Skiverbandes
Anlässlich der Wettläufe in Cortina hielt der Internationale Skiverband eine Tagung ab. Den Vorsitz führte FIS-Präsident Ivar Holmquist aus Schweden. Deutschland war durch Peter Frey aus Frankfurt am Main, die Schweiz durch Karl Dannecker, Italien durch Rava, die Tschechoslowakei durch Josef Schreiner und Frankreich durch Pierre Minelle vertreten.
Als aktuelles Thema stand die Lösung der Frage der Startberechtigung der dem aus der FIS ausgetretenen Österreichischen Skiverband angehörigen und vom Deutschen Skiverband gemeldeten Skisportler an. Nach der gültigen Wettkampfordnung wären diese Athleten von der Veranstaltung auszuschließen gewesen, da die Skiverbände nur für ihre unmittelbaren Staatsangehörigen melden durften. Auf Antrag Italiens einigte sich der Vorstand nach einem regen Meinungsaustausch darauf, aus sportlichen Gründen eine Ausnahme zu machen, betonte aber zugleich, damit keinen Präzedenzfall schaffen zu wollen. Die Ergebnisse der beiden davon betroffenen Skisportler, des Bregenzers Rudolf Neyer und des Innsbruckers Hugo Hörtnagl wurden dafür aber auch für den Deutschen Skiverband gewertet. Nicht davon betroffen waren die Teilnehmer der durch den AÖSV gemeldeten Athleten, da dieser ein offizielles Mitglied der FIS war.
Hauptpunkt auf der Tagesordnung war die Durchbesprechung der bevorstehenden 2. Olympischen Winterspiele in St. Moritz in der Schweiz. Als Verbindungsglied zwischen dem Internationalen Olympischen Komitee und der FIS stellte sich Oberstleutnant Holmquist selbst zur Verfügung. Zudem wurde beschlossen, die oberste Behörde für die Skikonkurrenzen der Spiele aus den Vorstandsmitgliedern der FIS zusammenzusetzen.
Karl Dannecker zeigte die Profilzeichnungen der Langlaufstrecken und der neuen, nochmals abgeänderten Olympiaschanze vor. Beides wurde einstimmig genehmigt.
Dazu wurde das endgültige Programm für die Skikonkurrenzen wie folgt festgelegt:
- 15. Februar: 50-km-Lauf
- 17. Februar: 18-km-Lauf
- 18. Februar: Sprunglauf
- 19. Februar: Preisverteilung

Der Antrag auf Durchführung der Militärpatrouillenläufe bei den folgenden Winterspielen durch die FIS wurde abgelehnt. Ebenso fand der Antrag auf Zulassung der Abfahrtsläufe für Männer und Frauen mit künstlich eingefügten Hindernissen (= Tore) als Demonstrationswettbewerb keine Zustimmung.
Neu aufgenommen wurde der Skiverband von Spanien, Real Federacion Española Deportes.

## Medaillenspiegel
| Platz | Nation          | Gold | Silber | Bronze | Gesamt |
| ----- | --------------- | ---- | ------ | ------ | ------ |
| 01    | Schweden        | 3    | 1      | 1      | 5      |
| 02    | TCH HDW         | 1    | 2      | 2      | 5      |
| 03    | TCH SL RČS      | 0    | 1      | 0      | 1      |
| 04    | Deutsches Reich | 0    | 0      | 1      | 1      |

| Platz | Sportler              | Gold | Silber | Bronze | Gesamt |
| ----- | --------------------- | ---- | ------ | ------ | ------ |
| 01    | John Lindgren         | 2    | 0      | 0      | 2      |
| 02    | Tore Edman            | 1    | 0      | 0      | 1      |
| 02    | Rudolf Burkert HDW    | 1    | 0      | 0      | 1      |
| 04    | Wilhelm Dick HDW      | 0    | 1      | 0      | 1      |
| 04    | Franz Donth HDW       | 0    | 1      | 0      | 1      |
| 04    | Otakar Německý SL RČS | 0    | 1      | 0      | 1      |
| 07    | Bertil Carlsson       | 0    | 0      | 1      | 1      |
| 07    | Viktor Schneider      | 0    | 0      | 1      | 1      |
| 07    | Franz Wende HDW       | 0    | 0      | 1      | 1      |

## Skilanglauf Männer
Detaillierte Ergebnisse

### 18 km
| Platz | Sportler           | Land                    | Zeit        |
| ----- | ------------------ | ----------------------- | ----------- |
| 1     | John Lindgren      | Schweden                | 1:23:55,0 h |
| 2     | Franz Donth        | Tschechoslowakei HDW    | 1:29:42,0 h |
| 3     | Viktor Schneider   | Deutsches Reich DSV     | 1:30:47,0 h |
| 4     | John Wikström      | Schweden                | 1:30:52,0 h |
| 5     | Gustav Müller      | Deutsches Reich DSV     | 1:31:00,0 h |
| 6     | Ernst Huber        | Deutsches Reich DSV     | 1:31:10,0 h |
| 7     | Otakar Německý     | Tschechoslowakei SL RČS | 1:31:21,0 h |
| 8     | Daniele Pellissier | Königreich Italien      | 1:31:57,0 h |
| 9     | Josef Německý      | Tschechoslowakei SL RČS | 1:32:45,0 h |
| 10    | Vladimir Novák     | Tschechoslowakei SL RČS | 1:32:51,0 h |

Datum: Samstag, 5. Februar 1927
 Teilnehmer: 77 gestartet, 73 gewertet.
Der 18-km-Lauf fand bei bestem Wetter und günstigen Schneeverhältnissen auf der verkürzten 25-km-Loipe statt die ebenso für den Dauerlauf herangezogen wurde. Nach seinem Sieg im 50-km-Langlauf belegte der Schwede John Lindgren auch in diesem Wettbewerb den ersten Platz und durfte sich im Ziel vom italienischen Kronprinzen Umberto von Savoyen beglückwünschen lassen. Der zweite Rang ging an Franz Donth, der nach dem dritten Platz im Dauerlauf damit seinen zweiten Podestplatz errang.
Für den aktuellen deutschböhmischen Meister Rudolf Burkert lief es nicht ganz so gut, er platzierte sich erst an siebzehnter Stelle. Die deutschen Skiläufer zeigten in Abwesenheit der norwegischen und finnischen Konkurrenten sehr starke Leistungen und feierten mit dem dritten Rang Viktor Schneiders den ersten Podestplatz bei FIS-Rennen. Von den schweizerischen Vertretern kam mit dem Grindelwalder Rubi der beste nur auf Rang neunzehn. Der Innsbrucker Hörtnagl belegte den sehr guten vierzehnten, der Bregenzer Neyer den 36. Platz. Die beiden ÖSV-Läufer zählten aber für den Deutschen Verband. Die Vertreter des AÖSV kamen nicht unter die ersten fünfzig Platzierten.

### 50 km
| Platz | Sportler           | Land                    | Zeit        |
| ----- | ------------------ | ----------------------- | ----------- |
| 1     | John Lindgren      | Schweden                | 4:11:52,0 h |
| 2     | John Wikström      | Schweden                | 4:29:57,0 h |
| 3     | Franz Donth        | Tschechoslowakei HDW    | 4:34:54,0 h |
| 4     | Matthias Demetz    | Königreich Italien      | 4:51:54,0 h |
| 5     | Hans Theato        | Deutsches Reich DSV     | 4:53:06,0 h |
| 6     | Josef Německý      | Tschechoslowakei SL RČS | 4:54:01,0 h |
| 7     | Josef Feistauer    | Tschechoslowakei SL RČS | 4:57:04,0 h |
| 8     | Ernst Huber        | Deutsches Reich DSV     | 4:59:07,0 h |
| 9     | Daniele Pellissier | Königreich Italien      | 5:00:38,0 h |
| 10    | Antonio Toffoli    | Königreich Italien      | 5:01:09,0 h |

Datum: Donnerstag, 3. Februar 1927
 Teilnehmer: 34 gestartet, 27 gewertet;
Das Veranstalterland Italien stellte mit neunzehn Skilangläufern das Gros der Teilnehmer. Darunter befanden sich die beiden starken Südtiroler Matthias Demetz und Ferdinand Glück. Aus der Tschechoslowakei kamen vier Bewerber, drei Tschechen und ein Deutschböhme. Ebenso viele Athleten stellte der jugoslawische Skiverband. Aus dem Deutschen Reich kamen drei Teilnehmer, aus Schweden zwei und aus Ungarn und Polen je einer. Österreicher und Schweizer nahmen am Dauerlauf nicht teil.
Mit dem Dauerlauf über 50 km nahmen die Skiwettbewerbe bei kaltem, aber gutem Wetter und guten Schneeverhältnissen ihren Anfang. Die 25 km lange Strecke musste zweimal durchlaufen werden und war so angelegt, dass die Läufer die größten Steigungen jeweils zu Beginn und am Ende jeder Runde bewältigen mussten. Von den Organisatoren wurde ein Limit von sechs Stunden gesetzt, in denen der Lauf beendet werden musste, um gewertet zu werden.
Der schwedische Meister im 30-km-Lauf von 1925, John Lindgren, ging schnell in Führung und durchlief die erste Runde in 1:57:32,0 h. Lindgren vergrößerte den Abstand zu seinen Verfolgern stetig und kam mit achtzehn Minuten Vorsprung auf seinen zweitplatzierten Landsmann John Wikström ins Ziel. Dieser Vorsprung ist bis dato der größte, der je bei Nordischen Skiweltmeisterschaften durch einen Sieger erzielt wurde. Den dritten Platz holte sich mit weiteren sechs Minuten Rückstand der Rochlitzer Franz Donth vor dem Grödner Demetz. Von den deutschen Vertretern erzielten die Münchner Theato und Huber mit einem fünften und einem achten Rang achtbare Resultate.

## Skispringen Männer
Detaillierte Ergebnisse

### Sprunglauf K-50
| Platz | Sportler         | Land                 | Weite 1 | Weite 2 | Note   |
| ----- | ---------------- | -------------------- | ------- | ------- | ------ |
| 1     | Tore Edman       | Schweden             | 46,5 m  | 54,0 m  | 18,420 |
| 2     | Wilhelm Dick     | Tschechoslowakei HDW | 50,0 m  | 48,5 m  | 17,562 |
| 3     | Bertil Carlsson  | Schweden             | 44,0 m  | 51,5 m  | 17,435 |
| 4     | Ernst Feuz       | Schweiz              | 48,0 m  | 48,0 m  | 16,833 |
| 5     | Franz Wende      | Tschechoslowakei HDW | 46,0 m  | 49,0 m  | 16,763 |
| 6     | Vitale Venzi     | Königreich Italien   | 49,5 m  | 49,0 m  | 16,527 |
| 7     | Sepp Schmid      | Schweiz              | 44,5 m  | 48,0 m  | 16,520 |
| 8     | Rudolf Neyer     | Deutsches Reich ÖSV  | 46,5 m  | 48,0 m  | 16,145 |
| 9     | Erich Recknagel  | Deutsches Reich DSV  | 38,5 m  | 49,0 m  | 15,562 |
| 10    | Luciano Zampatti | Königreich Italien   | 38,5 m  | 49,0 m  | 15,104 |

Datum: Sonntag, 6. Februar 1927
 Teilnehmer: 36 gewertet
 Sprunganlage: Franchetti-Schanze (K-50)
Der Sprunglauf bildete am Sonntagnachmittag den Abschluss der Weltmeisterschaften. Die neue schattig in einem Lärchenwald gelegene Franchetti-Schanze in Zuel wurde nach Plänen des Münchner Ing. Wörner, dem Sportwart des Bayerischen Skiverbandes gebaut und gefiel allgemein sehr gut.
Durch die Nichtteilnahme der Norweger samt dem Titelverteidiger Jacob Tullin Thams und der Finnen avancierten die Schweden zu den Favoriten auf die vorderen Plätze. So zeigte der Sieger Edman, mit 54 Metern auch den weitesten gestandenen Sprung des Tages. Auf Rang zwei folgte Willi Dick, Platz drei ging an Bertil Carlsson.
Ernst Feuz schrammte mit Rang vier nur knapp an einer Medaille vorbei. Gute Leistungen zeigten die für den DSV startenden Österreicher. Rudolf Neyer, der erste Vorarlberger bei Nordischen Skiweltmeisterschaften kam überraschend auf den achten Rang, Hugo Hörtnagl belegte Platz elf. Von den Deutschen selbst zeigte sich Recknagel mit Rang neun als Bester.

## Nordische Kombination
Detaillierte Ergebnisse

### Einzel/Großschanze
| Platz | Sportler              | Land                    | Gesamtnote |
| ----- | --------------------- | ----------------------- | ---------- |
| 1     | Rudolf Burkert        | Tschechoslowakei HDW    | 17,947     |
| 2     | Otakar Německý        | Tschechoslowakei SL RČS | 17,645     |
| 3     | Franz Wende           | Tschechoslowakei HDW    | 17,489     |
| 4     | Adolf Rubi            | Schweiz                 | 16,687     |
| 5     | Hugo Hörtnagl         | Deutsches Reich ÖSV     | 16,583     |
| 6     | Bronisław Czech       | Polen                   | 16,343     |
| 7     | Josef Adolf           | Tschechoslowakei HDW    | 15,926     |
| 8     | Vitale Venzi          | Königreich Italien      | 15,758     |
| 9     | Andrzej Krzeptowski I | Polen                   | 15,666     |
| 10    | Wilhelm Dick          | Tschechoslowakei HDW    | 15,614     |

Datum: Samstag, 5. Februar (Skilanglauf) und Sonntag, 6. Februar 1927 (Sprunglauf)
Teilnehmer: 28 gewertet.
Der Kombinationslanglauf wurde im Rahmen des 18-km-Speziallanglaufs ausgetragen. Nach dem ersten Teilwettbewerb führte der Deutsche Viktor Schneider vor seinem Landsmann Gustl Müller. Als Favorit auf den Gesamtsieg galt nach dem Skilanglauf der Tscheche Otakar Německý, der bereits 1925 in Johannesbad siegreich geblieben war. Gute Chancen hatten noch der Pole Bronisław Czech und die beiden Deutschböhmen Rudolf Burkert und Franz Wende.
Der Kombinationssprunglauf fand am Vormittag des Abschlusstages bei trübem Wetter und mit stark verkürztem Anlauf auf der Franchetti-Schanze statt. Die erzielten Weiten waren im Allgemeinen rund zehn Meter kürzer als beim nachmittäglichen Spezialsprunglauf. Die weitesten gestandenen Sprünge zeigten Vitale Venzi und Rudolf Burkert mit je 44,0 m im zweiten Durchgang. Den Sieg im Kombinationsspringen holte sich der Deutschböhme Willi Dick vor seinem Landsmann Rudolf Burkert und dem Italiener Venzi.
Die Gesamtwertung der Nordischen Kombination gewann Rudolf Burkert mit der sechstbesten Laufzeit und der zweitbesten Sprungleistung vor Otakar Německý und Franz Wende.
Die Schweizer feierten einen sehr guten vierten Platz durch Adolf Rubi, die beste Leistung der deutschen Sportler zeigte der Innsbrucker Hugo Hörtnagl vom Österreichischen Skiverband mit Rang fünf. Der beste Athlet des DSV Müller vergab seine guten Aussichten auf einen Spitzenplatz mit einem Sturz im Sprunglauf und kam auf Rang elf. Die Österreicher Hans Rattay und Engelbert Geyschläger vom AÖSV belegten die Ränge 26 und 28. Die schwedischen Vertreter Carlsson und Edman enttäuschten mit den Rängen dreizehn und vierzehn.